# 本中野站

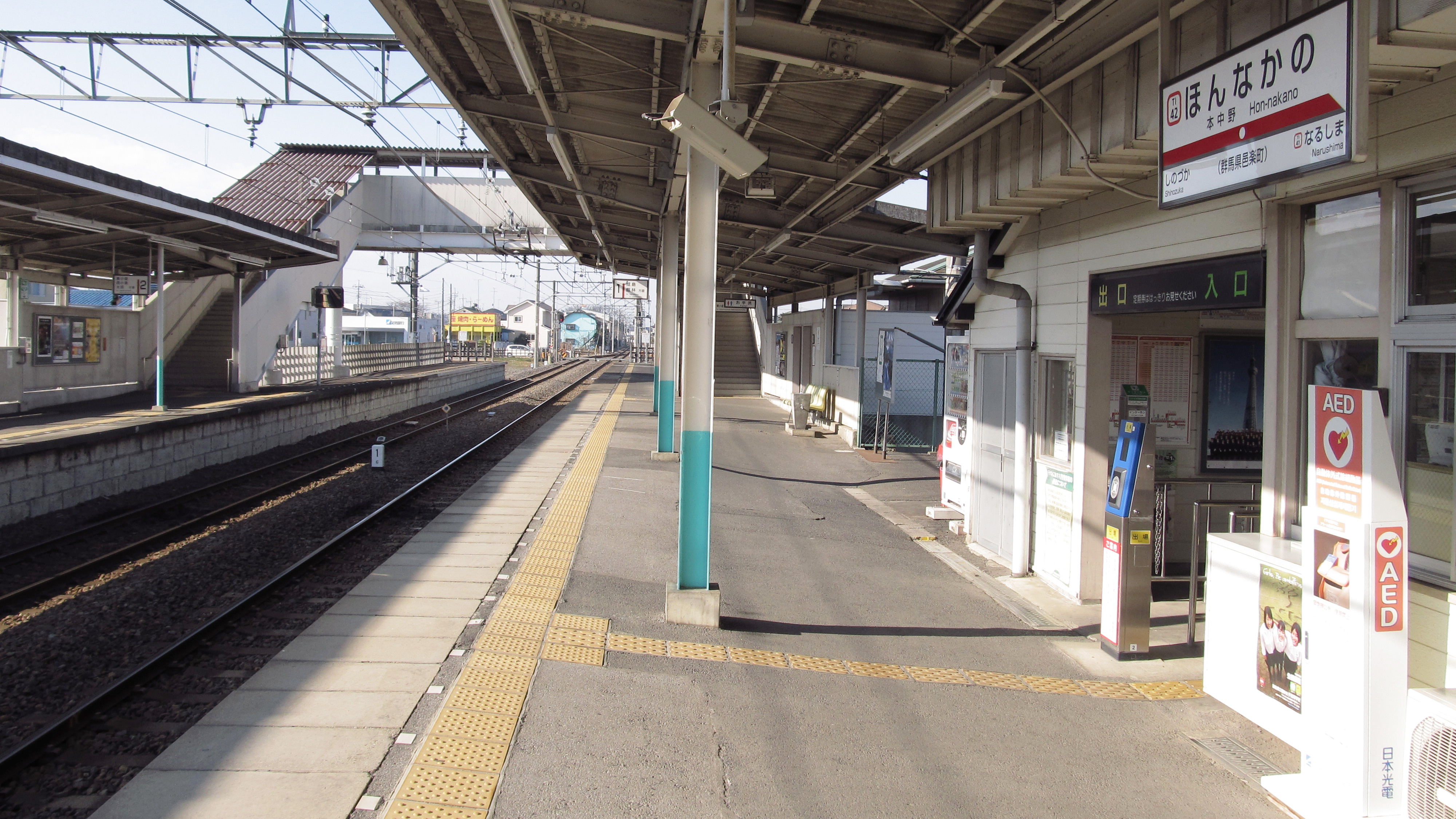
月台（2014年12月）

本中野站（日语：／ Hon-Nakano eki */?）是日本群馬縣邑樂郡邑樂町大字中野的東武鐵道小泉線車站。車站編號TI 42。

## 歷史
在最早中原鐵道開業時，車站是設在中野村光善寺下谷官林。但在設站後，中野村地主們要求遷移至現址（中野村化樂）。然而由於成本過高，雙方無法取得共識。最後在地方有力人士斡旋之下，1919年公司方同意遷移。1919年8月13日取得路線變更許可，但在土地收購時遇到阻礙。之後再次透過地方有力人士協助，於1921年7月16日完成土地收購，1922年5月29日正式提出遷站申請。
- 1917年（大正6年）3月12日 - 開業[1]。
- 1922年（大正11年）6月1日 - 車站遷移[2]。
- 1963年（昭和38年） - 貨物業務廢除。

## 車站構造
本站是側式月台2面2線地面車站。站房在館林方向月台側，有天橋通往西小泉方向月台。

### 月台構造
| 月台 | 路線   | 方向 | 目的地     |
| ---- | ------ | ---- | ---------- |
| 1    | 小泉線 | 上行 | 館林方向   |
| 2    | 小泉線 | 下行 | 西小泉方向 |

## 使用情況
2016年度1日平均上下車人次為1,057人。
近年1日平均上下車人次變化如下表。
| 年度               | 1日平均上下車人次 |
| ------------------ | ----------------- |
| 2003年（平成15年） | 1,064             |
| 2004年（平成16年） | 1,184             |
| 2005年（平成17年） | 1,164             |
| 2006年（平成18年） | 1,130             |
| 2007年（平成19年） | 1,113             |
| 2008年（平成20年） | 1,057             |
| 2009年（平成21年） | 1,064             |
| 2010年（平成22年） | 1,055             |
| 2011年（平成23年） | 1,009             |
| 2012年（平成24年） | 1,036             |
| 2013年（平成25年） | 1,117             |
| 2014年（平成26年） | 1,124             |
| 2015年（平成27年） | 1,080             |
| 2016年（平成28年） | 1,057             |

## 車站周邊
- 邑樂町役場
- 邑樂町立図書館
- 邑樂地標塔「未來MiRAi」
- 館林消防署邑樂分署
- 邑樂町立邑樂中學校（日语：邑楽町立邑楽中学校）
- 邑樂町立中野小學校
- 邑樂町立中野東小學校

- 中野郵便局

## 巴士路線
最近的巴士站是新中野西與新中野，但與車站有段距離。
| 乘車處   | 系統         | 主要行經地                         | 目的地       | 運行公司     | 備註 |
| -------- | ------------ | ---------------------------------- | ------------ | ------------ | ---- |
| 新中野西 | 邑樂～太田線 |                                    | 邑樂町役場   | 邑樂Town Bus |      |
| 新中野西 | 邑樂～太田線 | 蛭沼、福祉中心、太田站北口         | 太田紀念醫院 | 邑樂Town Bus |      |
| 新中野   | 邑樂～太田線 |                                    | 邑樂町役場   | 邑樂Town Bus |      |
| 新中野   | 邑樂～太田線 | 縣綠化中心南、福祉中心、太田站北口 | 太田紀念醫院 | 邑樂Town Bus |      |

## 相鄰車站
東武鐵道
 小泉線
成島（TI 41）－本中野（TI 42）－篠塚（TI 43）

## 外部連結
- 本中野（車站資訊） - 東武鐵道